# Kabupaten Halmahera Utara
Kabupaten Halmahera Utara är ett kabupaten i Indonesien.   Det ligger i provinsen Maluku Utara, i den nordöstra delen av landet, 2 500 km öster om huvudstaden Jakarta. Antalet invånare är 161 847. Arean är 4 952 kvadratkilometer.
Terrängen i Kabupaten Halmahera Utara är kuperad åt nordväst, men åt sydost är den bergig.